# Pirates of the Sea
Die Pirates of the Sea sind eine Musikgruppe aus Lettland. Sie vertraten ihr Land beim Eurovision Song Contest 2008 in Belgrad, Serbien.

## Bandmitglieder
- Der italienische Sänger Roberto Meloni, der in Lettland lebt. Er ist auch ein Teil der Gruppe bonaparti.lv, die Lettland beim Eurovision Song Contest 2007 in Helsinki, Finnland, vertreten haben.
- Die professionelle Tänzerin Aleksandra Kurusova.
- Der Radio und TV-Star Jānis Vaišļa. Einen Bekanntheitsgrad hat er durch die TV-Sendung „Ekspedīcija“ (Expedition) erworben. Er starb am 9. Januar 2016 im Alter von 46 Jahren in Berlin. Er hätte sich dort einer Herztransplantation unterziehen lassen sollen, starb jedoch vor dem Eingriff[1].

Roberto Meloni und Aleksandra Kurusova wurden durch die TV Show „Dejo ar zvaigzni“ (Tanze mit dem Stern) bekannt und haben sich entschlossen eine Gruppe zusammen mit Jānis Vaišļa speziell für die Eurovision zu gründen. Die Idee von Teilnahme im nationalen Vorentscheid stammt von Meloni, der Vaišļa und Kurusova kontaktiert und eingeladen hat der Gruppe beizutreten.

## Die Band im nationalen Vorentscheid
Am 2. Februar gewannen die Pirates of the Sea das erste Semifinale des Vorentscheids mit dem von den vier Schweden Jonas Liberg, Johan Sahlen, Claes Andreasson und Torbjorn Wassenius getexteten Lied Wolves of the Sea, zu deutsch Wölfe der See.
Am 1. März gewannen die Band das Finale, was den Start beim Eurovision Song Contest in Belgrad ermöglichte.

## Eurovision Song Contest 2008
Im Halbfinale des Eurovision Song Contest 2008 am 22. Mai qualifizierten sich Pirates of the Sea für das Finale. Zwei Tage später belegten sie beim Sieg des Russen Dima Bilan einen zwölften Platz.

## Trivia
Der Titel Wolves of the Sea wurde im Jahr 2009 von der schottischen Band Alestorm auf deren Album Black „Black Sails at Midnight“ gecovert.